# Teoria de la dispersió

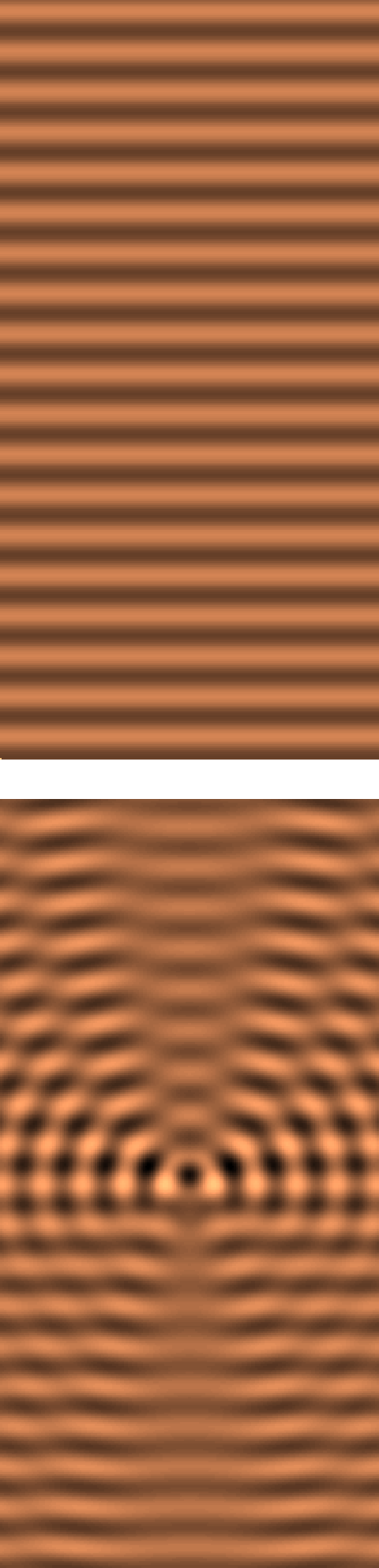
A dalt: la part real d'una ona plana que viatja cap amunt. A baix: la part real d'un camp després d'inserir en el camí de l'ona un petit disc transparent amb índex de refracció més alt que l'índex del mitjà que li envolta. Aquest objecte dispersa part del camp de l'ona, encara que en qualsevol punt individual, la freqüència i la longitud d'ona es mantenen intactes.

En matemàtiques i física, la teoria de la dispersió és un marc per a l'estudi i la comprensió de la dispersió d'ones i partícules. De forma senzilla, la dispersió d'ones correspon a la col·lisió i dispersió d'una ona amb algun objecte amb matèria, per exemple: la dispersió de la llum solar per les gotes de pluja per formar un arc de Sant Martí. La dispersió també inclou la dispersió de les boles de billar en la taula, la dispersió de Rutherford (o canvi d'angle) de partícules alfa per or nuclear, La dispersió de Bragg (o difracció) d'electrons i raigs X per un clúster d'àtoms, i la dispersió inelàstica d'un fragment de fissió mentre viatja per una fina capa d'alumini. De forma més precisa, la dispersió consisteix en l'estudi de com solucions de les equacions en derivades parcials, propagant-se lliurement "en un passat llunyà", s'ajunten i interactuen unes amb les altres o amb una condició de frontera, i després es propaguen allunyant-se cap a un "futur distant".
El problema de dispersió directa és el problema de determinar la distribució d'un flux de radiació/párticula dispersats basant-se en les característiques del dispers.
El problema de dispersió inversa és el problema de determinar les característiques d'un objecte (per exemple: la seva forma, constitució interna) a partir de les dades dels mesuraments de radiacions o partícules disperses de l'objecte.
Des del començament de la radiolocalització, el problema ha trobat un ampli nombre d'aplicacions, tals com ecolocalització, mesuraments geofísics, assajos no destructius, imatge mèdica i la teoria quàntica de camps, per anomenar uns quants.

## Bases conceptuals
Els conceptes usats en la teoria de la dispersió porten diferents noms en diferents camps. L'objecte d'aquesta secció és donar un punt de vista al lector de temes comuns.

### Objectius compostos i equacions de rang

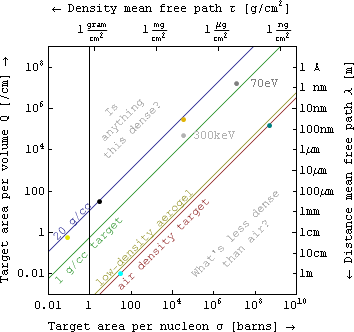
Quantitats equivalents usades en la teoria de la dispersió d'espècimens composts, però amb una varietat d'unitats.

Quan l'objectiu és un conjunt de centres de dispersió les posicions relatives de les quals varien de forma impredictible, és normal pensar que una equació de rang els arguments de la qual prenguin diferents formes en diferents àrees d'aplicació. En el cas més senzill de tots es considera una interacció que elimina partícules d'un "feix no-dispers" de manera uniforme que és proporcional al flux I incident de partícules per unitat d'àrea i unitat de temps, per exemple. que
{\displaystyle {\frac {dI}{dx}}=-QI\,\!}
on Q és el coeficient d'interacció i x és la distància recorreguda en l'objectiu.
L'anterior equació diferencial de primer ordre té solucions de la forma:
{\displaystyle I=I_{o}e^{-Q\Delta x}=I_{o}e^{-{\frac {\Delta x}{\lambda }}}=I_{o}e^{-\sigma (\eta \Delta x)}=I_{o}e^{-{\frac {\rho \Delta x}{\tau }}},}
on Io és el flux inicial, longitud del camino Δx≡x-xo, la segona igualtat defineix una interacció de camí lliure mitjà λ, la tercera usa el nombre d'objectius per unitat de volum η per definir una àrea de secció eficaç σ, i l'última utilitza la densitat de massa de l'objectiu ρ per definir un camí lliure de densitat mitjana τ. Per tant, es pot convertir entre aquestes quantitats mitjançant Q = 1/λ = ησ = ρ/τ, com es mostra en la figura de l'esquerra.
En l'espectroscòpia per absorció electromagnètica, per exemple, el coeficient d'interacció (Q en cm-1) se l'anomena de vegades opacitat, coeficient d'absorció, i coeficient d'atenuació. En física nuclear, les seccions transversals d'àrea (i.g. σ en barns or unitats de 10-24 cm2), el camí lliure de densitat mitjana (i.g. τ en grams/cm2), i el seu recíproc el coeficient d'atenuació de massa (en cm2/gram) o àrea per nucleó són tots coneguts, mentre que en microscòpia electrònica el camí lliure mitjà inelàstic (λ en nanómetros) està usualment, tot i que, controvertit.

## En física teòrica
En física matemàtica, la teoria de la dispersió és un marc per a l'estudi i la comprensió de la interacció o la dispersió de solucions per a les equacions en derivades parcials. En acústica, l'equació diferencial és l'equació d'ona, i la dispersió estudia com les seves solucions, les equacions d'ona, es dispersen des d'un objecte sòlid o es propaguen a través d'un mitjà no uniforme (com les ones sonores, en aigua marina, provinents d'un submarí). En el cas de l'electrodinàmica clàssica, l'equació diferencial és de nou l'equació d'ona i estudia la dispersió de la llum o les ones de ràdio. En mecànica quàntica i física de partícules, l'equació són les de l'electrodinàmica quàntica QED, cromodinámica quàntica QCD i el model estàndard, les solucions corresponen a les partícules fonamentals. En química quàntica, les solucions corresponen a àtoms i molècules, governat per l'equació de Schrödinger.

## Dispersió elàstica i inelàstica
L'exemple de dispersió en química quàntica és particularment instructiu, ja que la teoria és raonablement complexa mentre que té una bona base per aconseguir una comprensió intuïtiva. Quan dos àtoms es dispersen l'u de l'altre, es poden entendre com a solucions d'estat lligat d'una equació diferencial. Això és, per exemple, l'hidrogen atòmic correspon a una solució de l'equació de Schrödinger d'una força central amb una potència-inversa negativa (atracció de Coulomb). La dispersió de dos àtoms d'hidrogen pertorbarà l'estat de cada àtom, resultant que un o tots dos s'exciten, o fins i tot s'ionitzen. Això és, les col·lisions poden ser elàstica (l'estat quàntic intern de les partícules no canvia) o inelàstica (l'estat quàntic intern de les partícules canvia). Des del punt de vista experimental la quantitat observable és de la secció transversal. Des del punt de vista teòric la quantitat clau és la matriu S.

## El marc matemàtic
En matemàtiques, la teoria de la dispersió tracta amb una formulació més abstracta del mateix conjunt de conceptes. Per exemple, si coneixem que una equació diferencial té alguna solucions simples i localitzades, i les solucions són funcions d'un únic paràmetre, aquest paràmetre pot prendre el rol conceptual del temps. Un es pregunta llavors que podria passar si dos d'aquestes solucions estan molt lluny una d'una altra, en un "passat distant", i es fa que es moguin una cap a l'altra, que interactuin (sota la restricció de l'equació diferencial) i després es mouen allunyant-se en el "futur". La matriu de dispersió llavors parella les solucions en el "passat distant" amb aquelles en el "futur distant".
Les solucions de les equacions diferencials es basen normalment en les varietats. Normalment, això vol dir que la solució requereix l'estudi de l'espectre d'un operador en la varietat. Com a resultat, les solucions normalment tenen un espectre que pot identificar-se amb un espai de Hilbert, i la dispersió es descriu llavors com un mapa, la matriu S, als espais de Hilbert. Els espais amb un espectre discret corresponen a estats lligats en la mecànica quàntica, mentre que un espectre continu està associat amb els estats de la dispersió. L'estudi de la dispersió inelàstica requereix esbrinar com es barregen els espectres discrets i continus.
Un important i notable descobriment és la transformada inversa de dispersió, base de les solucions de molts sistemes integrables.